# بروزة (مقاطعة)
بروزة (باليونانية: Πρέβεζα)‏ إحدى الوحدات الإقليمية لليونان. ووهي جزء من إقليم إبيروس، وعاصمتها هي مدينة بروزة.